# Witte pantserkeverslak
De witte pantserkeverslak (Ischnochiton albus) is een keverslak uit de familie Ischnochitonidae.

## Kenmerken
De witte pantserkeverslak wordt 17 tot 18 millimeter lang. Zowel de schelpplaten als de zoom zijn lichtgeel, lichtbruin of ivoorwit. Het gehele lichaam kan overdekt zijn met een bruine of zwarte aanslag.

## Verspreiding en leefgebied
De dieren leven vanaf de getijdenzone tot diepten van 100 tot 600 meter, op stenen en ander hard substraat.
Deze soort komt circumboraal voor, in het oostelijk deel van de Atlantische Oceaan tot Groot-Brittannië en Bretagne. In Nederland werd ze enkele keren op drijvende voorwerpen gevonden. In het westelijk deel van de Atlantische Oceaan van Groenland tot Massachusetts en aan de oostkust van Noord-Amerika van de Aleoeten in het noorden van de Grote Oceaan tot aan Californië.